# فلج پیازی
فلج پیازی (به انگلیسی: Bulbar palsy) به فلج و کارکرد نادرست در نورون‌های حرکتی پایینی اعصاب مغزی٬ زوج‌های نهم٬ دهم٬ یازدهم و دوازدهم در پیاز مغز گفته می‌شود.

## علت‌ها
- ژنتیک: بیماری‌های کلیه[۲]
- علت‌های عروقی: سکته مدولار
- بیماری‌های اختلالی: بیماری در نورون‌های حرکتی
- التهابی/عفونی: نشانگان گیلن باره, فلج اطفال, بیماری لایم
- بدخیمی: گلیوما, مننژیت بدخیم
- زهرشناسی: بوتولیسم
- خودایمنی: میاستنی گراویس